# 朝山遗址
朝山遗址，位于中国广东省河源市连平县隆街镇朝山，为河源市连平县的一个县级文物保护单位，类型为古遗址，公布时间为1986年1月。
朝山遗址的历史年代为春秋战国。